# 20 центиметара
„20 центиметара“ је шпански филм издат 2005. године који говори о Маријети нарколептичарки и трансексуалцу, која је рођена као Адолфо. Ради као проститутка, како би скупила новац за операцију уклањања проблематичних „20 центиметара“.
Филм је написао и режирао Рамон Салазар, а главне улоге играју Моника Сервера (шп. Mónica Cervera) и Пабло Пујол (шп. Pablo Puyol).